# Кавалерійська дивізія
Кавалерійська дивізія (кд) — основне тактичне з'єднання в кавалерії армій багатьох країн з XIX ст. до середини XX століття. Призначалася для виконання різних бойових завдань, головним чином у рухомих формах бойових дій, у складі кавалерійського корпуса, польової (загальновійськової) армії й самостійно. У Червоній Армії кавалерійські дивізії виконували бойові завдання також у складі кінних армій і кінно-механізованих груп (КМГ).

## Історія
Уперше кавалерійська дивізія була створена у французькій армії Наполеона I на початку XIX століття. Складалася з 2 бригад по 2 кавалерійських полки й входила до складу кавалерійського або піхотного корпусів. У Російській імперії в 1812 було сформовано 16 кавалерійських дивізій 3-х бригадного складу (2 драгунські й 1 легкої кавалерії), які зіграли велику роль у франко-російській війні 1812. Склад кавалерійської дивізії був різним: 1-ша гвардійська дивізія мала 4 кірасирських полку, а 2-га гвардійська — кінногвардійський, уланський, гусарський і лейб-козачий полки. Усі кавалерійські дивізії включали кінно-гренадерський, драгунський, уланський, гусарський і козачий полки. Незалежно від кількості полків кожна кавалерійська дивізія складалася з 2 бригад.
Перед початком Першої світової війни кавалерійська дивізія в російській армії складалася з 4 полків (драгунського, уланського, гусарського й козачого) по 6 ескадронів, кінно-артилерійського дивізіону (12 гармат), кінно-кулеметної (8 кулеметів) і кінно-саперної команд. Чисельність особового складу кавалерійської дивізії сягала 4 тис. чол.
Кавалерійська дивізія німецької імператорської армії включала 3 бригади по 2 полку в кожній (у полках по 4 ескадрони), кінно-артилерійський і єгерський батальйони кулеметну роту (6 кулеметів), загін саперів і загін зв'язку; усього в дивізії налічувалося 4200 чол.
Кавалерійська дивізія англійської армії складалася з 12 полків (по 3 ескадрону в кожному) і нараховувала 9 тис. чол.
На початку 1-ї світової війни країни Антанти мали в діючій армії 49 кавалерійських дивізій (Росія — 36, Франція — 10, Велика Британія — 1, Бельгія — 1, Сербія — 1), а Німеччина й Австро-Угорщина — 22 дивізії. У ході війни кавалерійські дивізії у країнах обох коаліцій, як правило, входили до складу польових армій і здебільшого використовувалися для рішення тактичних завдань.
Напередодні Великої Вітчизняної війни в Червоній армії було 9 кавалерійських та 4 гірсько-кавалерійських дивізії. Кавалерійська дивізія включала 4 кавалерійські полки, танковий полк, окремий кінно-артилерійський та зенітно-артилерійський дивізіони й інші спеціальні частини. За штатами воєнного часу в кавалерійській дивізії передбачалося мати: 9240 чол., 64 легких танки, 18 бронемашин, 32 польових, 16 протитанкових, 20 зенітних гармат, 64 міномети. Фактично до початку війни кавалерійські дивізії мали в середньому по 6 тис. чол. У липні — серпні 1941 за рішенням Ставки ВГК були створені легкі кавалерійські дивізії (близько 3 тис. чол.).
До кінця 1941 Червона Армія мала 82 кавалерійські дивізії.
У зв'язку з великою уразливістю кавалерії від ударів авіації й вогню танків противника, а також труднощами поповнення кавалерійських формувань кінським складом кількість кавалерійських дивізій у ході війни поступово скорочувалося. До кінця 1943 залишилося 26 кавдивізій, які, як правило, входили до складу кавалерійських корпусів й використовувалися переважно в складі КМГ для розвитку прориву, переслідування противника й дій у його тилу. Виконуючи ці завдання, кавалерійські дивізії внесли певний вклад у розгром німецьких військ.
За зразкове виконання завдань командування, мужність, героїзм і високу дисципліну особового складу 17 кавалерійських дивізій були перетворено на гвардійські; багато кавалерійських дивізій визнані гідними почесних найменувань і нагороджені орденами. Після закінчення радянсько-німецької війни у зв'язку зі скасуванням кавалерії як роду військ  кавалерійські дивізії у середині 1950-тих рр. були розформовані.